# Kostel Nanebevzetí Panny Marie (Předklášteří)
Kostel Nanebevzetí Panny Marie je římskokatolický chrám v obci Předklášteří v okrese Brno-venkov. Je farním kostelem místní farnosti a zároveň součástí památkově chráněného areálu kláštera Porta coeli, který byl roku 2010 prohlášen národní kulturní památkou České republiky.

## Historie
Kostel byl postaven ve dvou etapách mezi lety 1233 a 1240, tedy krátce po založení konventu. Za oficiální zakladatelku je považována Konstancie Uherská, dcera uherského krále Bély III., a vdova po českém králi Přemyslu Otakarovi I., která rovněž stojí za vznikem celého klášterního komplexu Porta Coeli. K vysvěcení kostela došlo roku 1239. Zdejší presbyterium později posloužilo jako královnina hrobka. Byl zde pohřben, jakožto jeden ze spoluzakladatelů, také její syn, markrabě Přemysl.
V období válek se celý komplex potýkal s mnoha problémy. Roku 1782 došlo na základě patentu o rušení klášterů, vydaného Josefem II., ke zrušení kláštera, které vedlo k tomu, že kostel byl nadále využíván jako farní.
Od roku 1901, kdy začal být klášterní komplex po zhruba stoleté odmlce znovu využíván, sloužil opět jako konventní kostel kláštera. Během světových válek došlo ještě k mnoha změnám, nicméně funkce chrámu se zachovala dodnes.

## Architektonický popis

### Schéma kostela
Půdorys kostela zachovává schéma nestejnoramenného kříže, obvyklé u cisterciáků. Mezi presbyterium a podélné tři lodi (z nichž hlavní převyšuje obě postranní) je vsunuta loď příčná. Kněžiště je zakončeno několikaúhelníkovým závěrem, který se v jednodušší formě objevuje i u obou vedlejších lodí. Uvnitř chrámu jsou tyto postranní lodi připojeny arkádami k hlavní lodi, jejíž zdivo je neseno nečleněnými pilíři, které nepřerušovaně přecházejí ve stěnu. Tato stěna se poté uplatňuje jako významná stavební složka.

### Klenební systém
Zdůraznění hmotné zdi je zřejmě ještě přežitkem románského slohového cítění a dodává tak stavbě robustního a přísného rázu. Na zdivo navazuje žebrová klenební soustava, která je již gotická, stejně tak jako opěrné pilíře na vnějším zdivu chrámu. Klenba nacházející se v jednotlivých lodích kostela je křížová, rozdělená na několik samostatných polí. Tvary svorníků se v každém poli liší, a v některých z polí dokonce chybí.
V levé chrámové lodi se objevuje nevšední stavební prvek – zvýraznění vítězného oblouku, přičemž zde jedno z klenebních žeber přebývá. Je ovšem zcela možné, že tento počin nebyl zamýšlen a jedná se pouze o stavařskou chybu, ač efektní.
V presbyteriu byla ke zklenutí použita šestidílná klenba. Tato klenba je opět rozdělená na jednotlivá pole, přičemž v obou z polí se sbíhá vždy šestice žeber. Jejich spoj je opatřen svorníkem vegetabilního typu. Po stranách žebra přecházejí v přípory válcového profilu. U přízedního žebra má krycí deska tvar šestiúhelníku, u ostatních žeber je tento prvek čtvercový. Na hlavicích se potom objevuje bobulový dekor. U oken se uplatňuje jejich zvýraznění v podobě lomeného oblouku. V oknech se pak nachází coby výplň vitráž. Efekt je umocněn blankytně modrou výmalbou představující nebesa; ta ovšem pochází z období baroka.
I přes bohatou zdobnost hlavic a mohutná kruhová okna s kružbou působí stavba stroze, zcela v souladu se zásadami účelného cisterciáckého stavitelství své doby.

### Vstupní portál

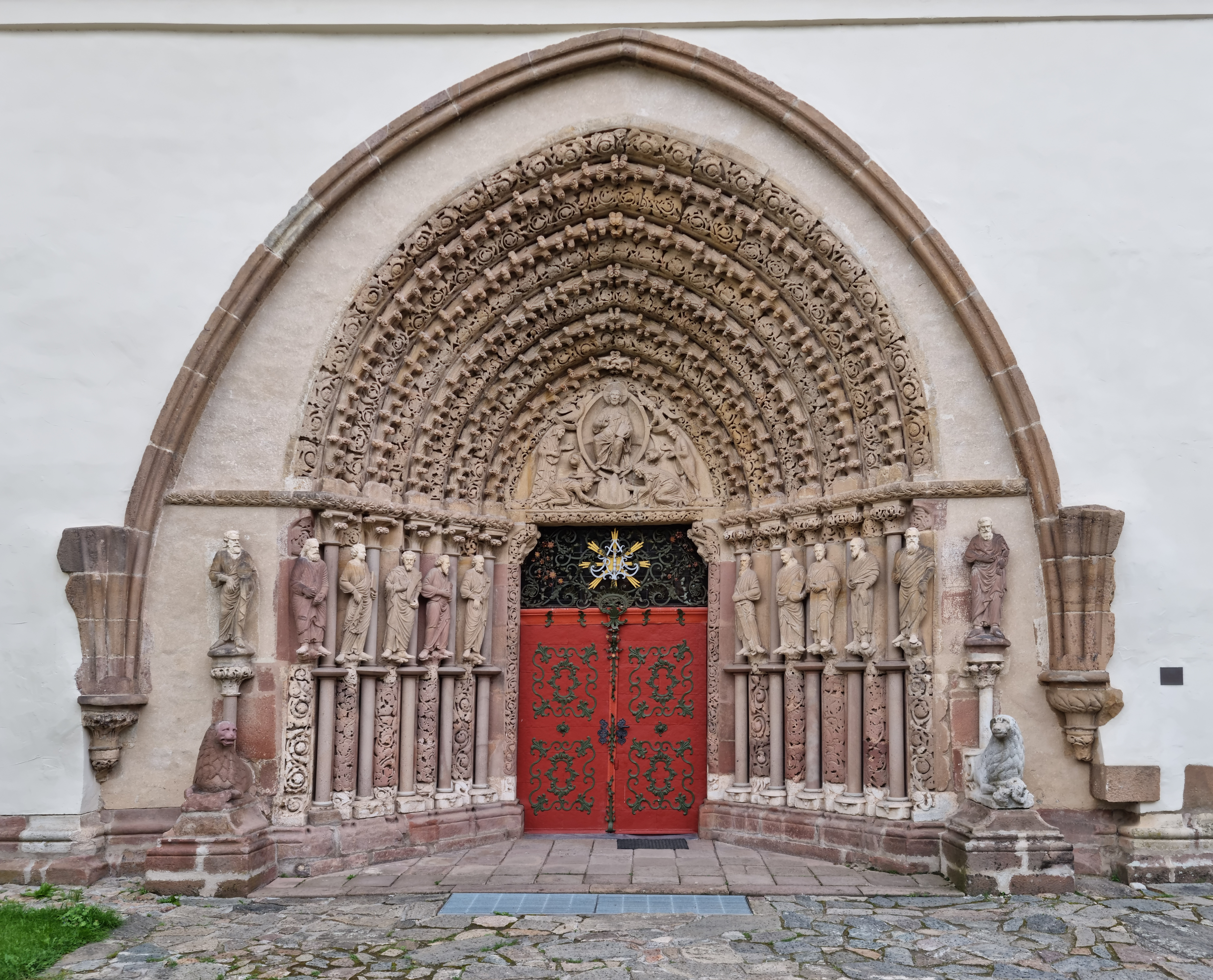
Vstupní portál

S chudobou plastické výzdoby nápadně kontrastuje honosný západní portál, patřící k ojedinělým památkám svého druhu ve střední Evropě. Tento prvek měl vyjádřit symbolické označení kláštera: Porta Coeli, tedy Brána nebes. Konzoly rámující lomené archivolty naznačují, že portál měl být původně krytý otevřenou předsíní, podobně jako je tomu u benediktýnské baziliky v Třebíči. Dodnes však není známo, byla-li tato předsíň zbourána, nebo pouze projektována. Portál je vsazen do zesíleného zdiva západního průčelí a rozložen do pěti stupňů, přičemž zleva i zprava je střežen ležícími lvy. Od nich se rozvíjí kamenná krajka akantů a vinných listů s hrozny, prostřídávaná sloupky se sochami apoštolů. Nad vlastním vchodem je umístěn tympanon s ústřední postavou Krista, po jehož bocích přihlíží ženská a mužská postava. Tympanon je opět hojně lemován bujným florálním, stylizovaným dekorem.
Kostel nemá věž, nad křížením hlavní a příčné lodi byla vybudována čtyřboká zvonice.
Vedle hlavního vstupu se nachází renesanční plastika Kristus na Olivetské hoře z 16. století.

## Výzdoba interiéru

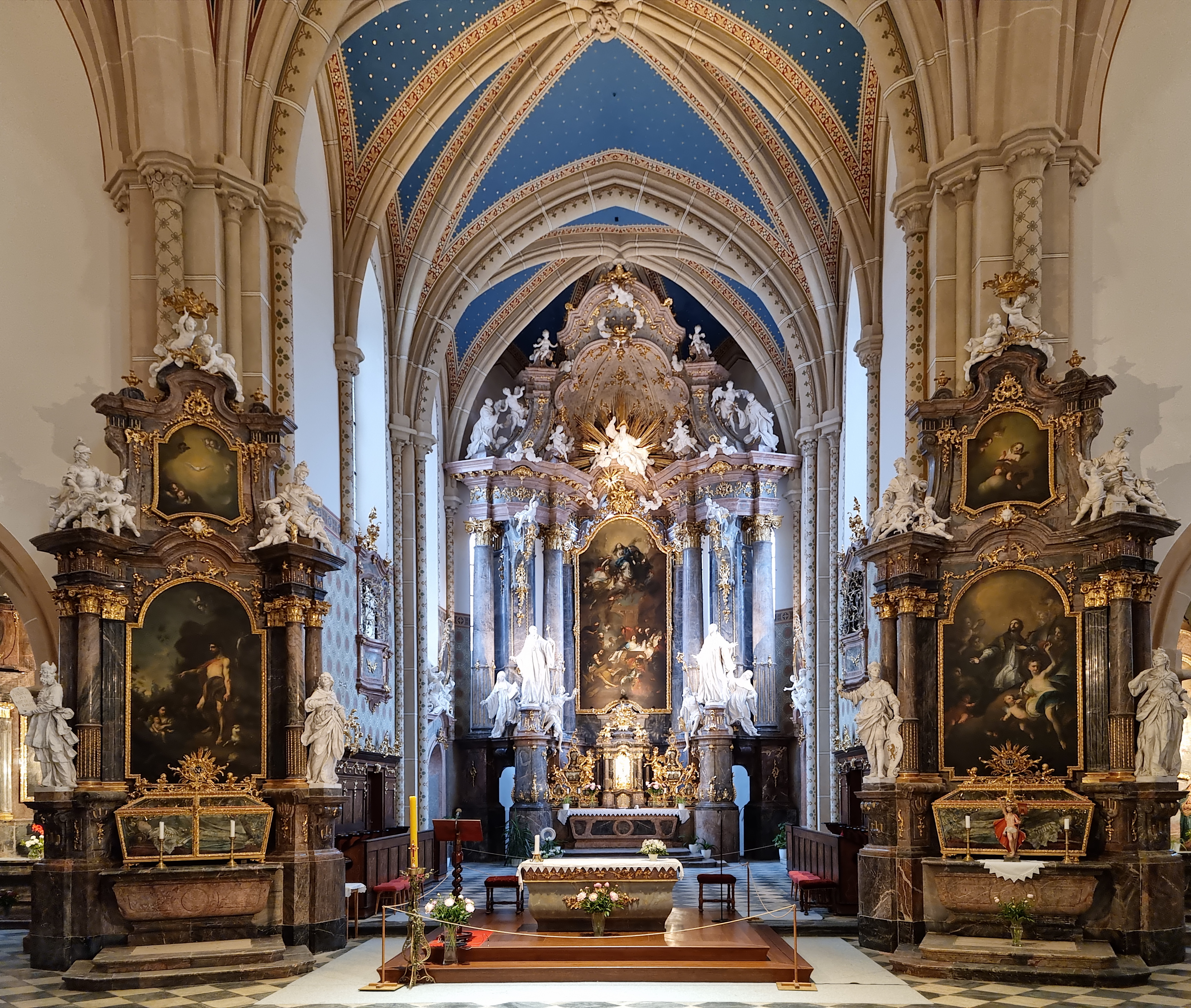
Interiér kostela

Chrámový interiér, vybavený v duchu pozdního baroka, byl svěřen nejvýznamnějším umělcům tehdejší doby. Za abatyše Cecílie Fundulusové byl objednán v dílně znojemského sochaře Josefa Winterhaldera staršího nový hlavní oltář. Stavba sloupového retabula z pravého mramoru v šedé a růžové barvě byla budována v letech 1764–1769. Kvůli pokročilému věku sochaře, byla ale dokončena až brněnským sochařem Ondřejem Schweiglem, který rovněž dodal jeho štukovou sochařskou výzdobu. Středu oltáře vévodí monumentální plátno rakouského malíře Franze Antona Maulbertsche zobrazující Nanebevzetí Panny Marie. Po stranách obrazu stojí na sloupech v pyramidální kompozici dvojice sousoší sv. Bernarda a sv. Benedikta doprovázenými anděly a řeholnicemi. Svatostánek se sousoším malé kavárie adoruje dvojice zlacených andělů s relikviáři, ve kterých jsou uloženy lebky. V nástavci v pobobě rokokové konchy jsou usazeny sochy Boha Otce, cisterciáckých světců a andělů. Dále jsou v presbytáři nad bočními výklenky pro křesla v rocaillových rámech obrazy sv. Filipa a sv. Jakuba od Františka Vavřince Korompaye, které přidržují Schweiglovi andělé.
Po stranách vítězného oblouku se nachází boční oltáře svatého Jana Nepomuckého a svatého Jana Křtitele. Oba se honosí plátny Franze A. Maulbertsche a sochami Ondřeje Schweigla. Na jejich menzách stojí prosklené rakve s relikviářovými figurínami světců z římských katakomb, sv. Pinosy nalevo a svaté Theodory napravo. Dále jsou v severní boční kapli oltář sv. Ducha, a v jižní oltář sv. Bernarda z Clairvaux. Obrazy na obou oltářích namaloval Josef Stern a štukové sochy vytvořila dílna Ondřeje Schweigla. Kazatelna s reliéfem baziliky svatého Petra na poprsnici, scénou Předání klíčů sv. Petrovi na schodišti a sousoším Víry na stříšce a také křtitelnice se sousoším Kristova křtu jsou rovněž dílem Schweigla.
Na zdi severní lodi visí trojice obrazů Ignáce Raaba: Kristus umírá na kříži, Narození Krista a Kristus v Emauzích. Díla jsou součástí většího cyklu pláten, vzniklých v polovině 50. let 18. století pro jezuitskou kolej v Kutné Hoře.
Na západním chóru stojí novodobý varhanní stroj umístěný do původní barokní skříně se sochami muzicírujících andělů.

## Fotogalerie

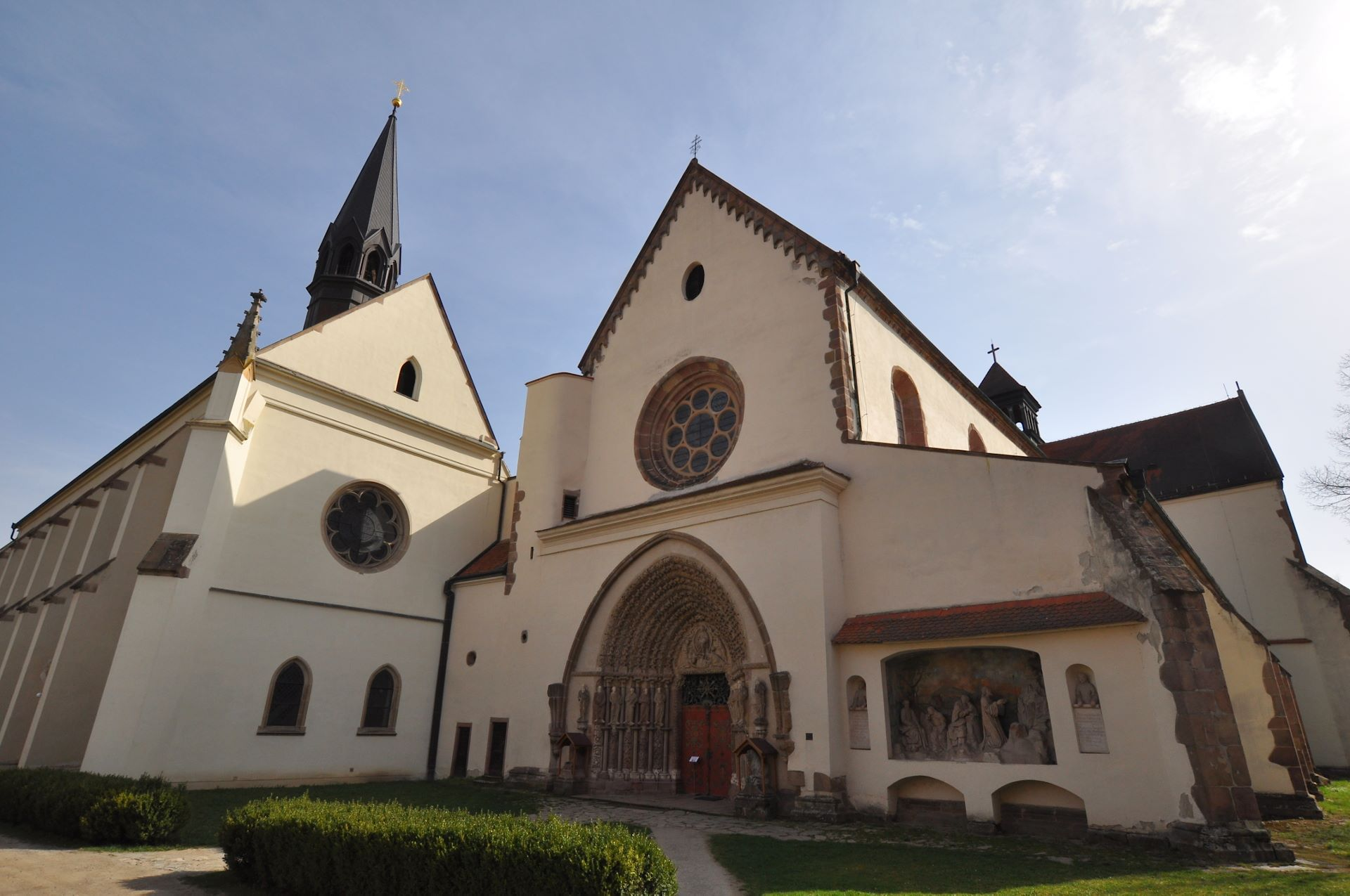
Kostel Nanebevzetí Panny Marie
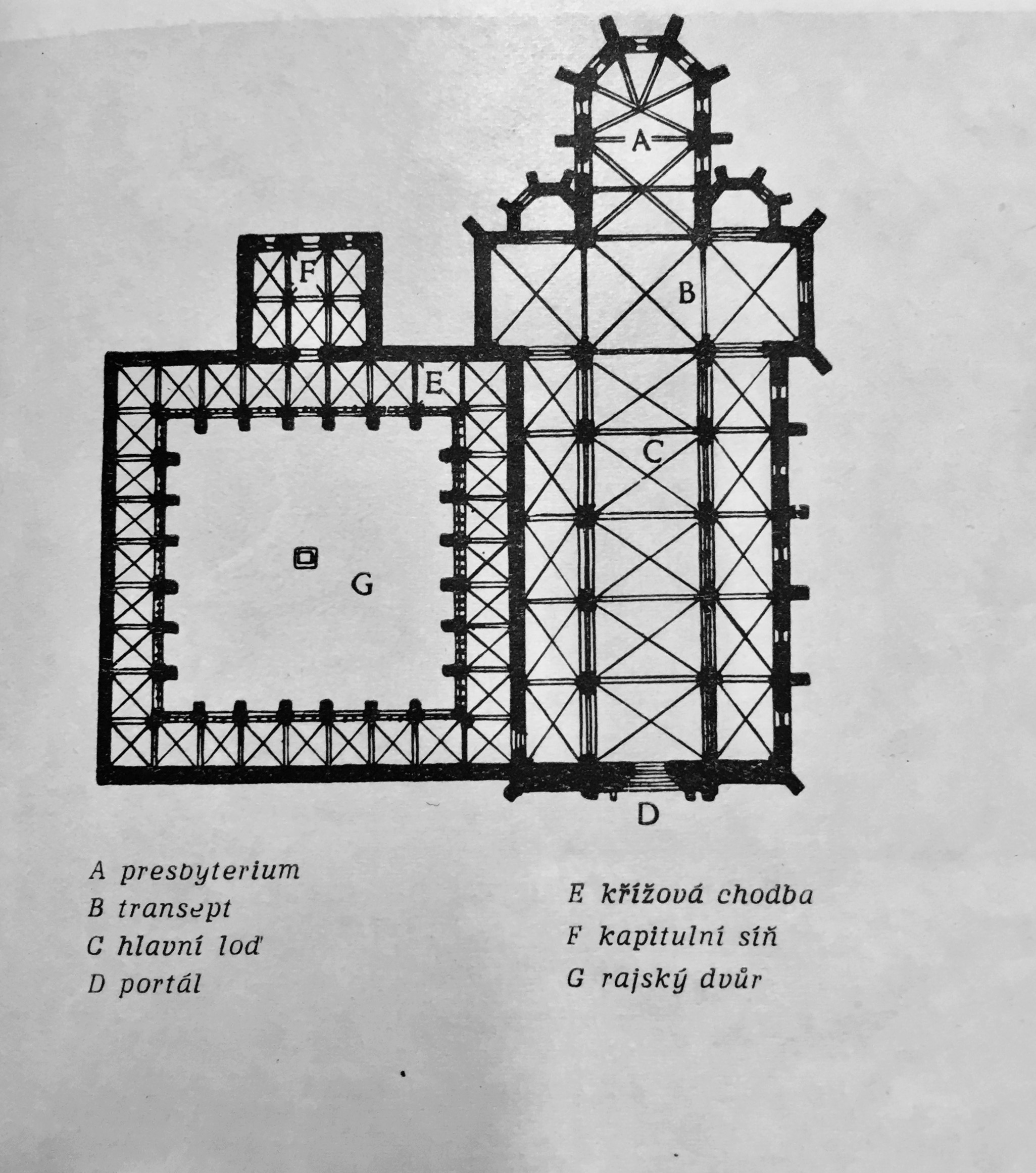
Půdorys komplexu
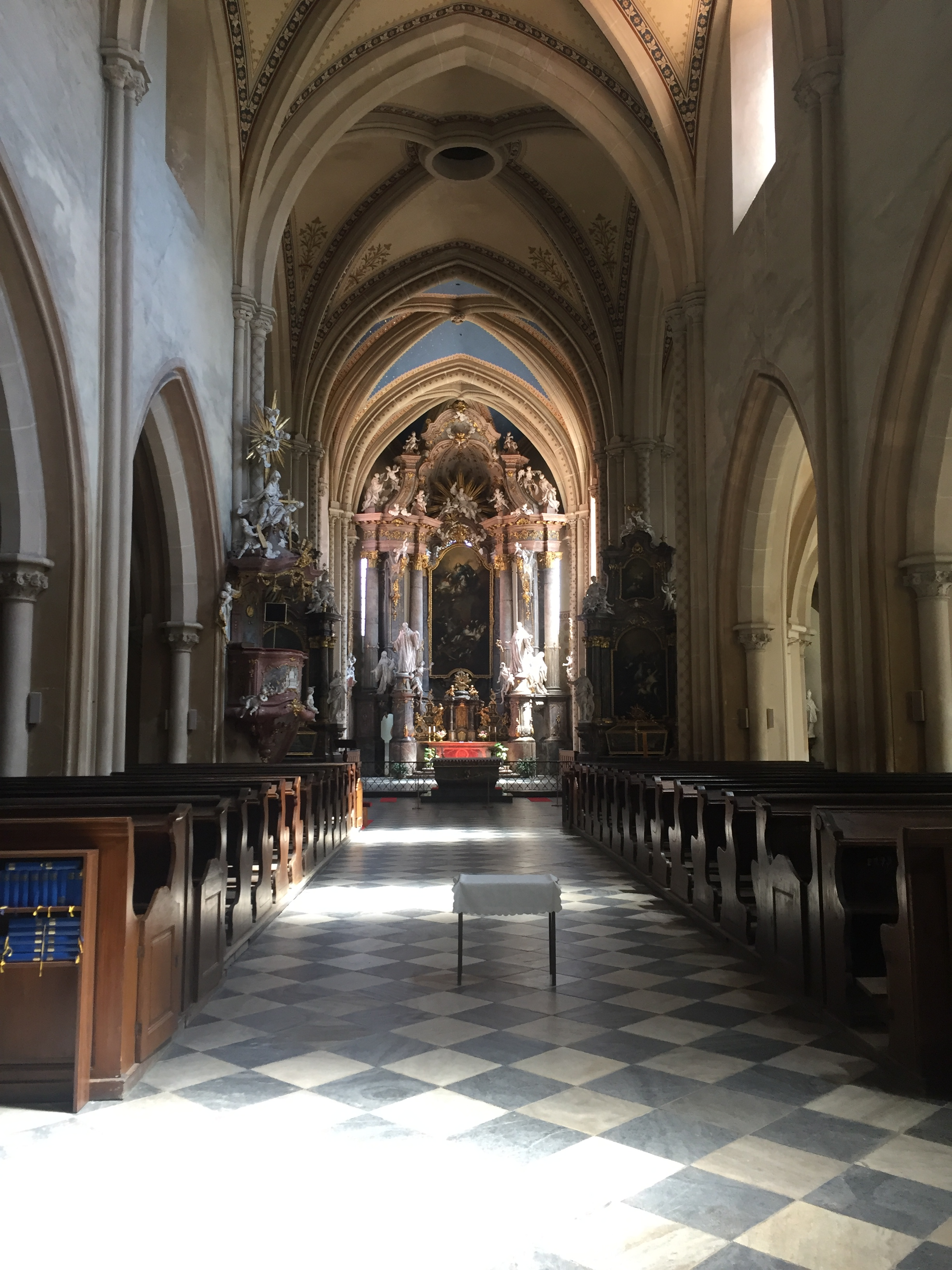
Interiér chrámu
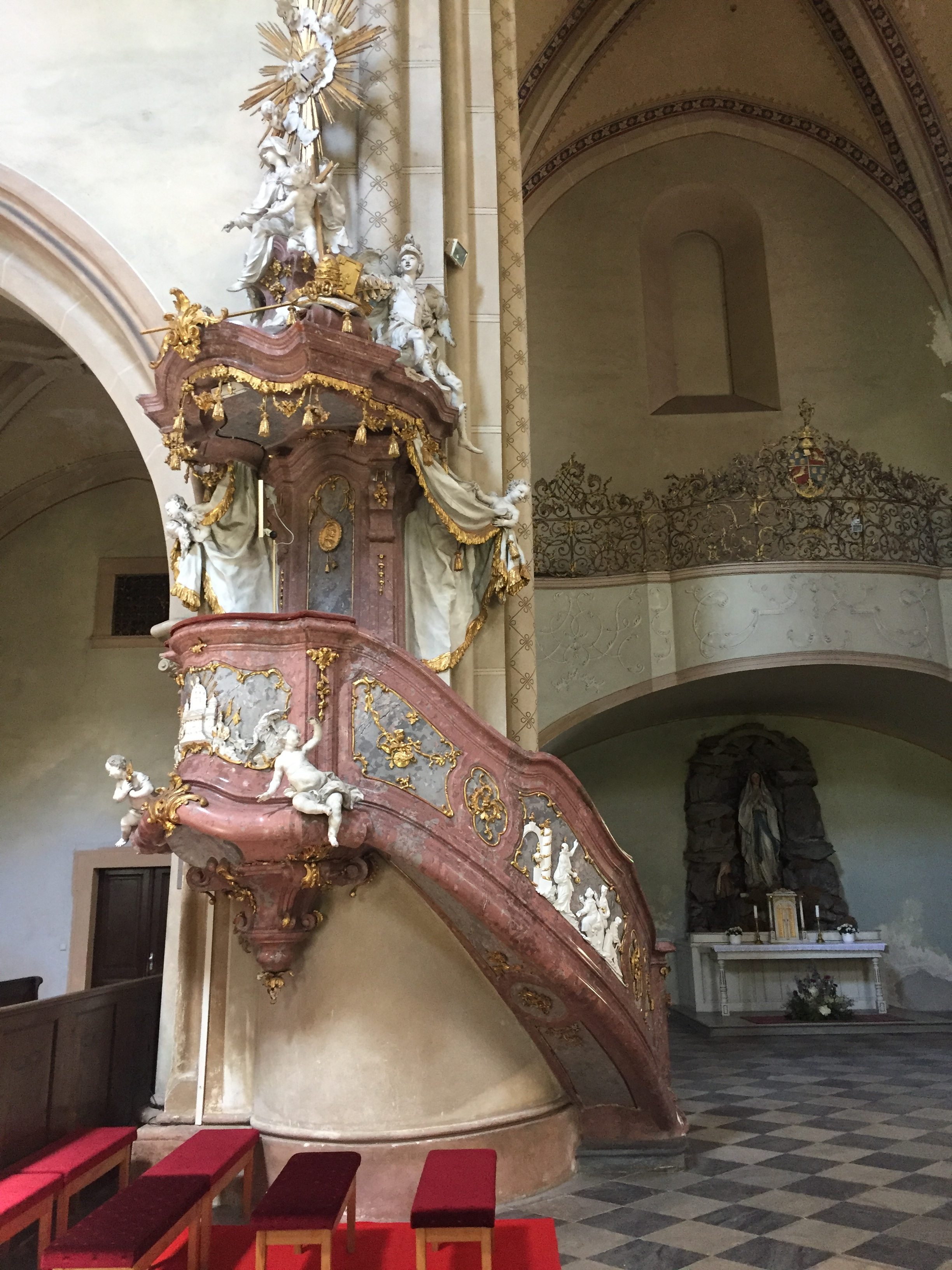
Barokní kazatelna
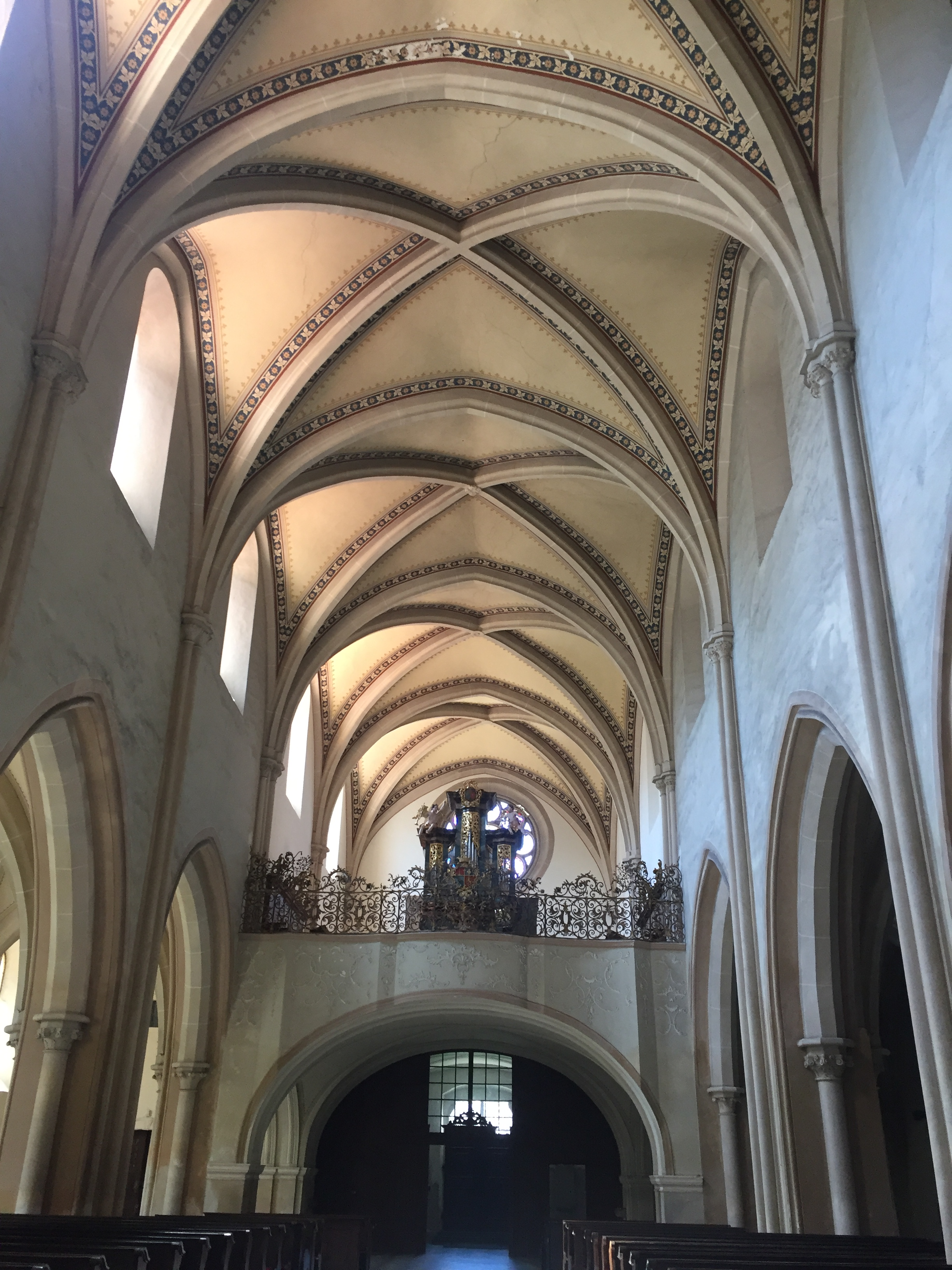
Křížová klenba hlavní lodi kostela
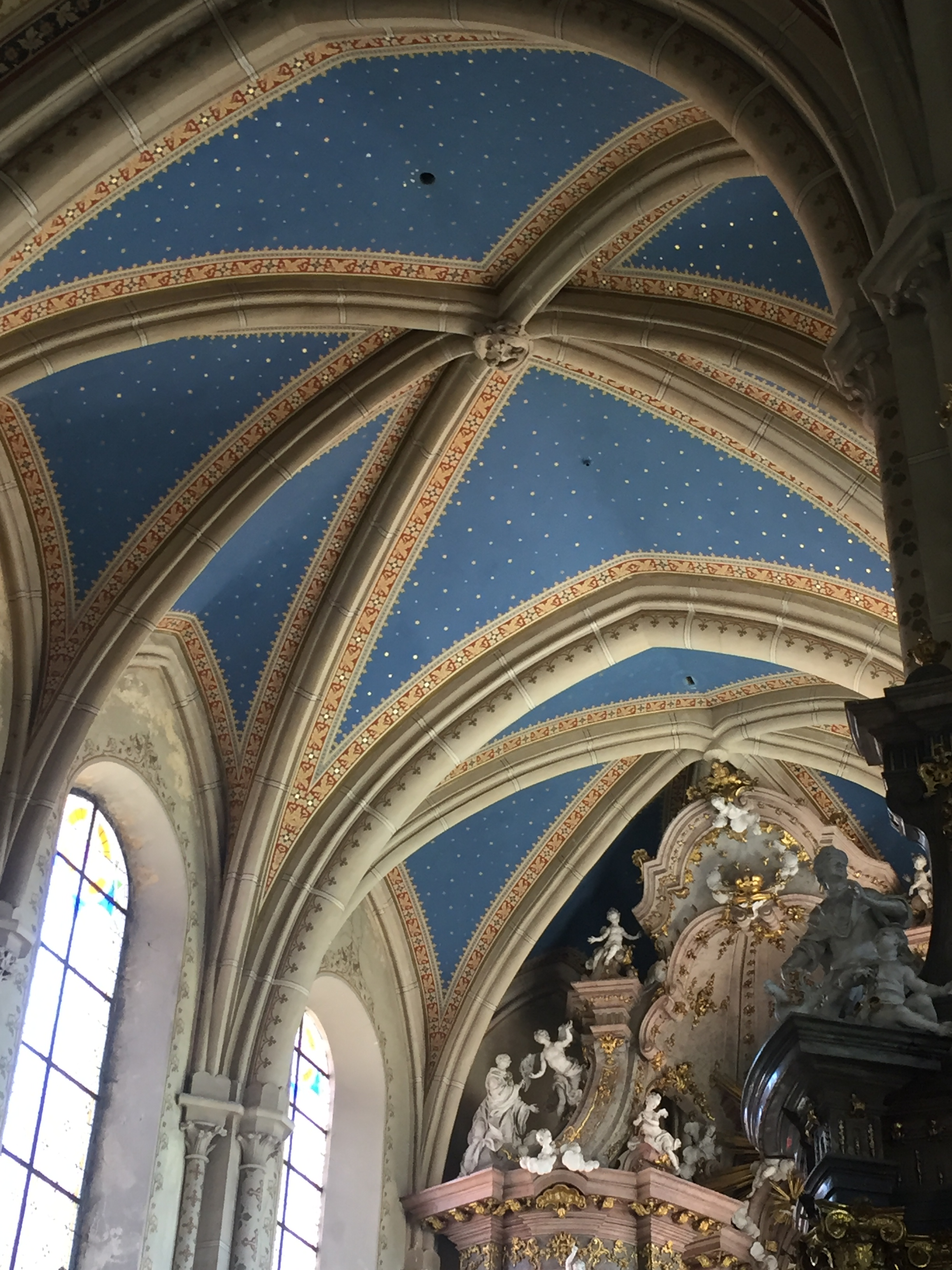
Šestidílná klenba presbyteria kostela
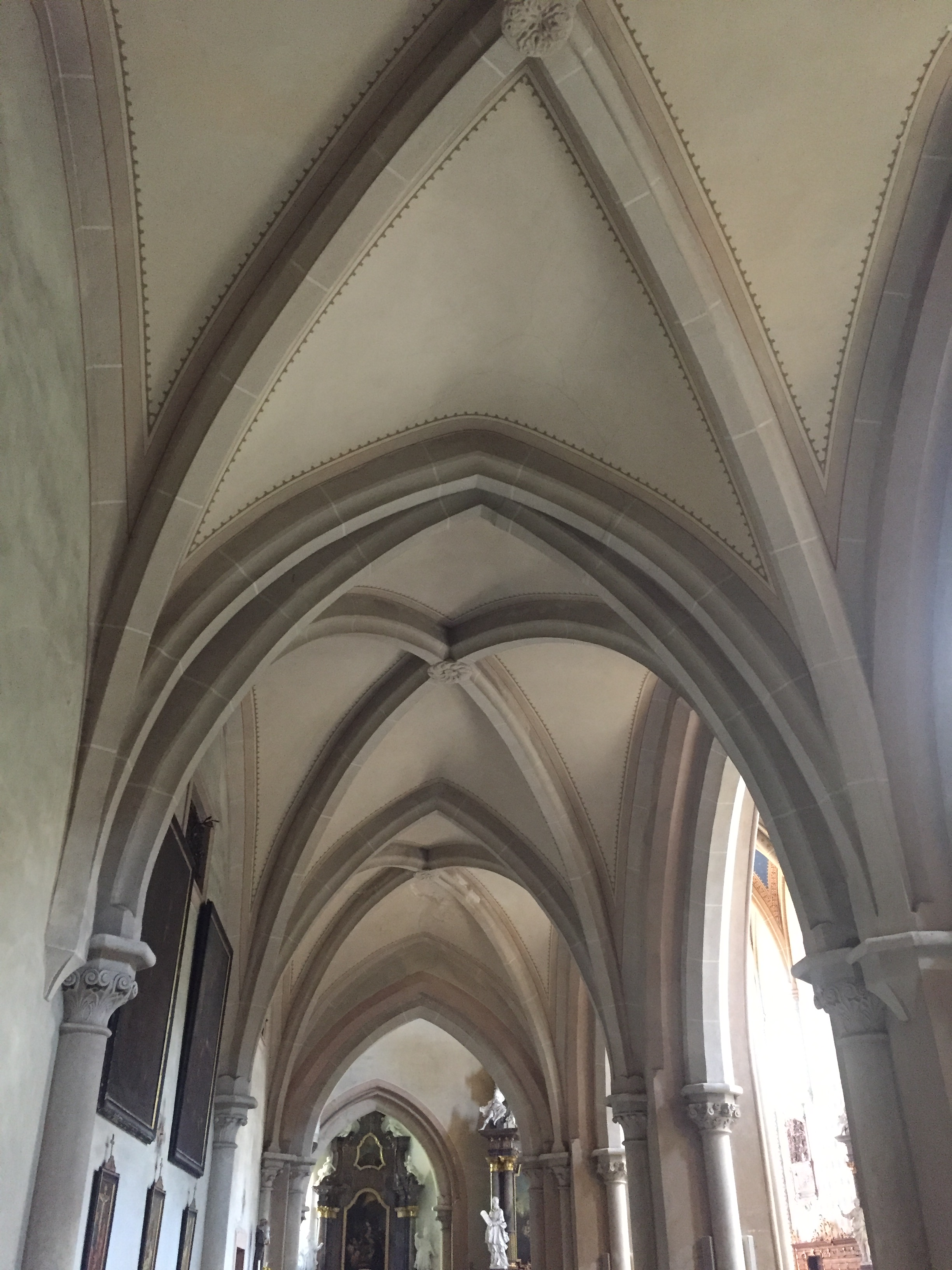
Křížová klenba vedlejší lodi kostela
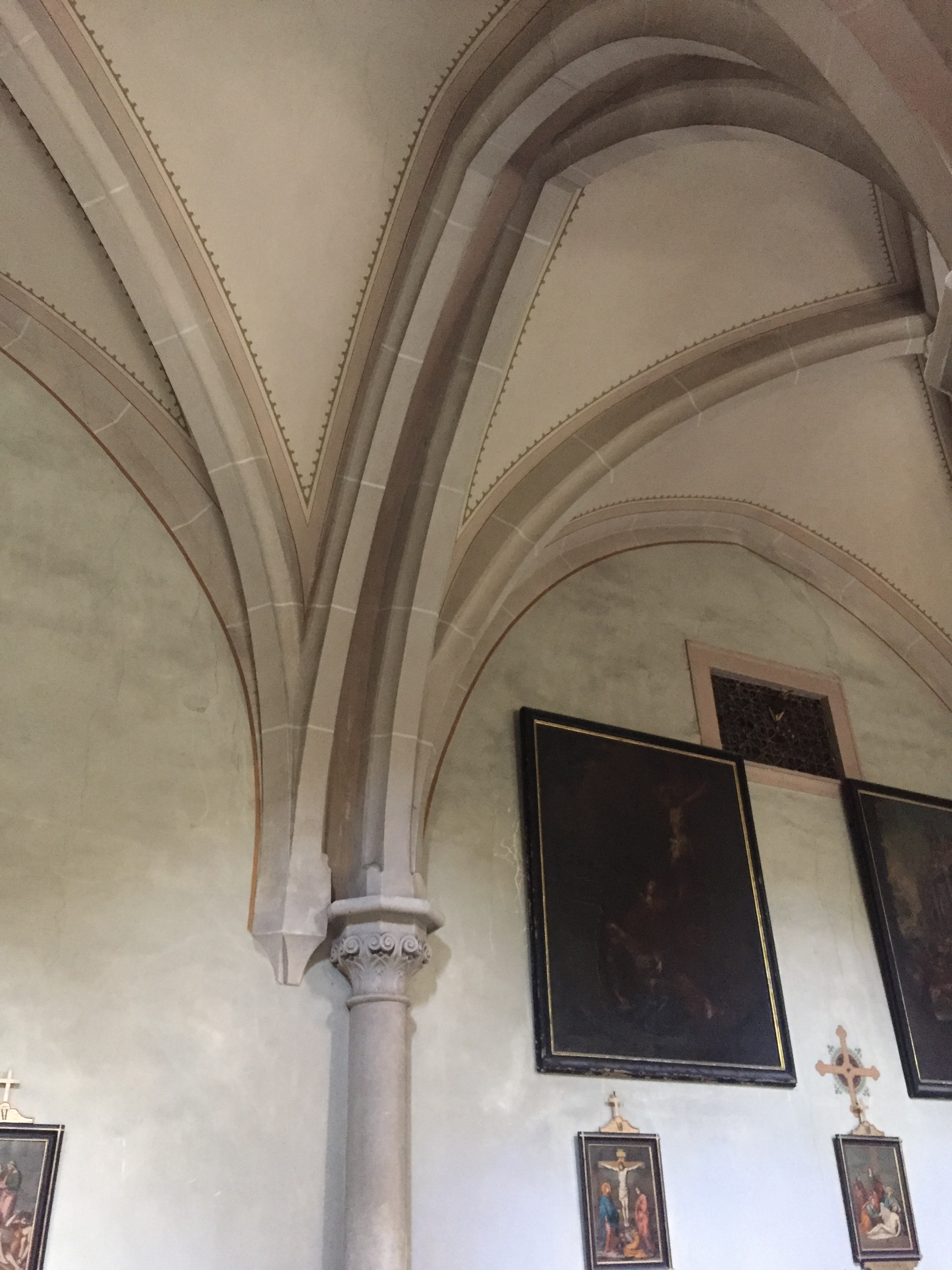
Zvýraznění vítězného oblouku/stavební změna
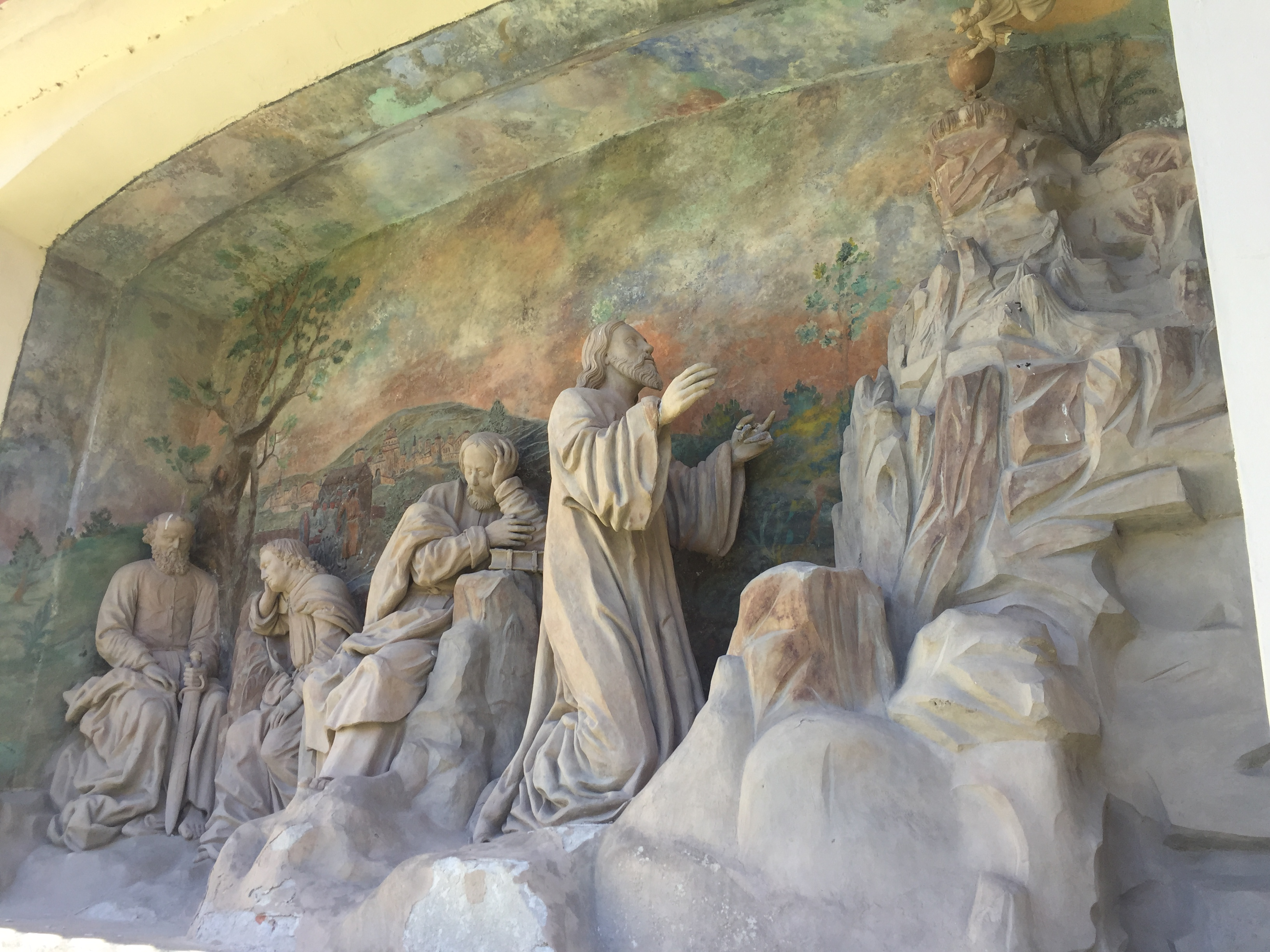
Kristus na Olivetské hoře
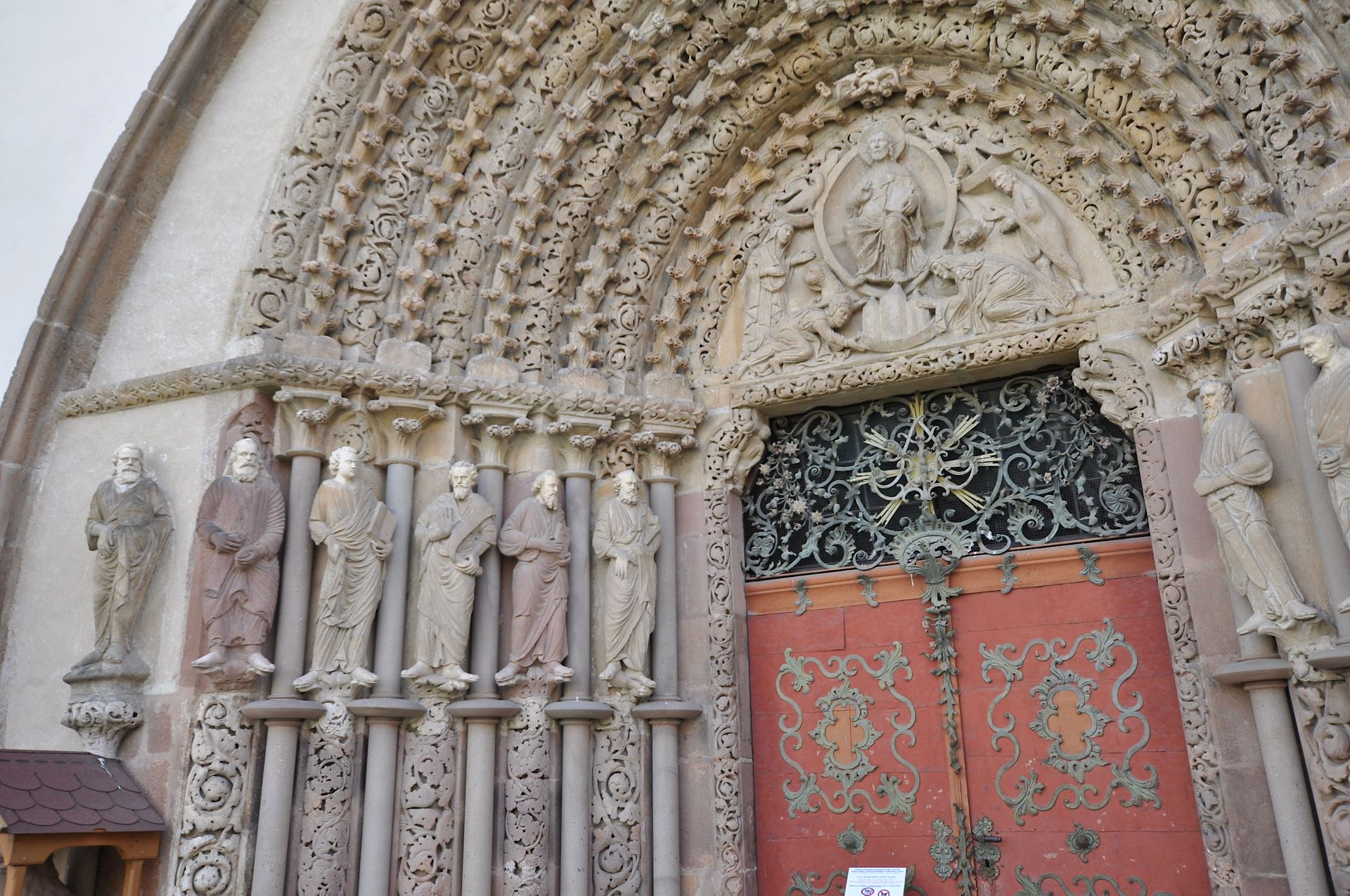
Detail hlavního portálu
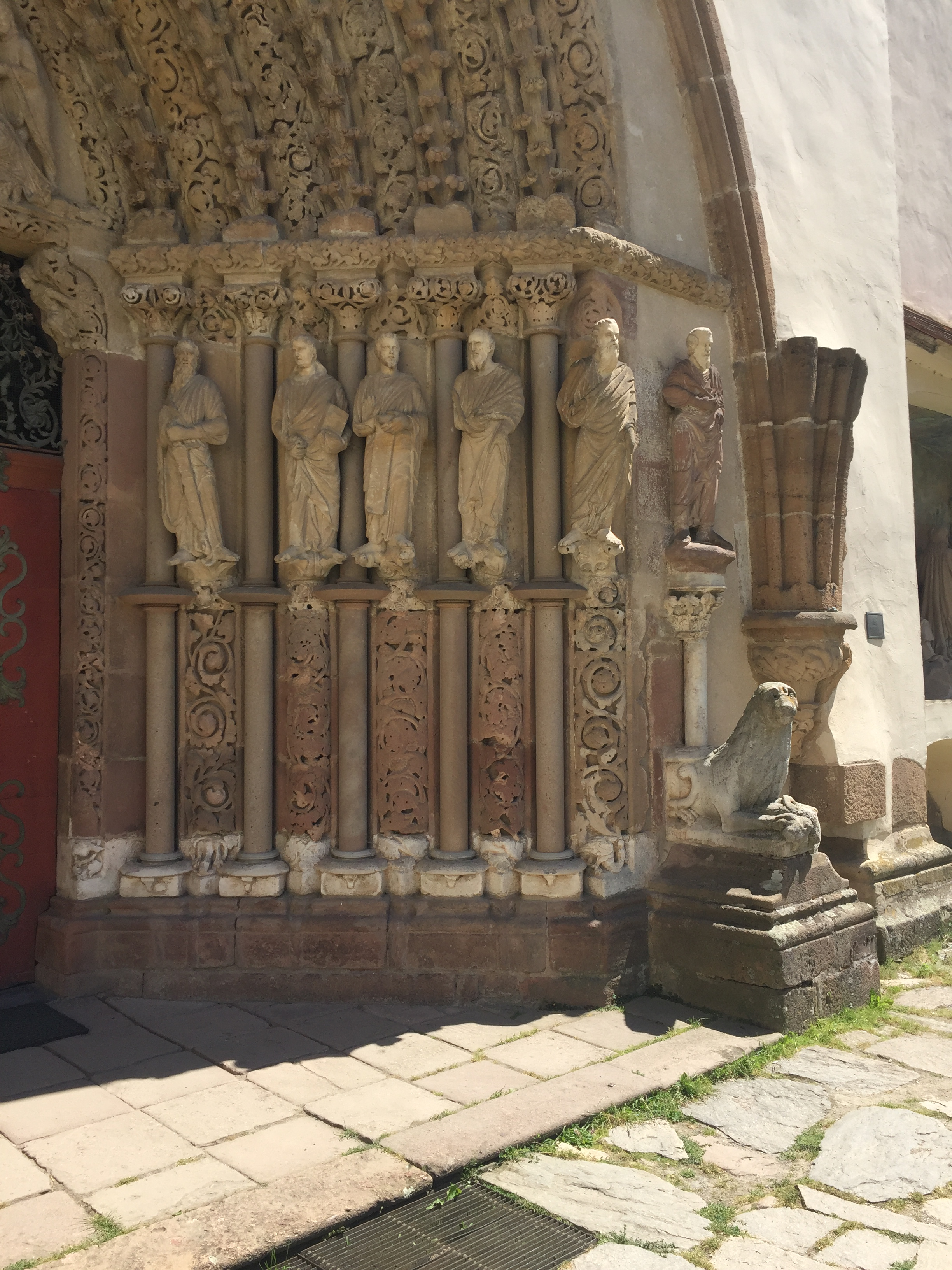
Detail hlavního portálu
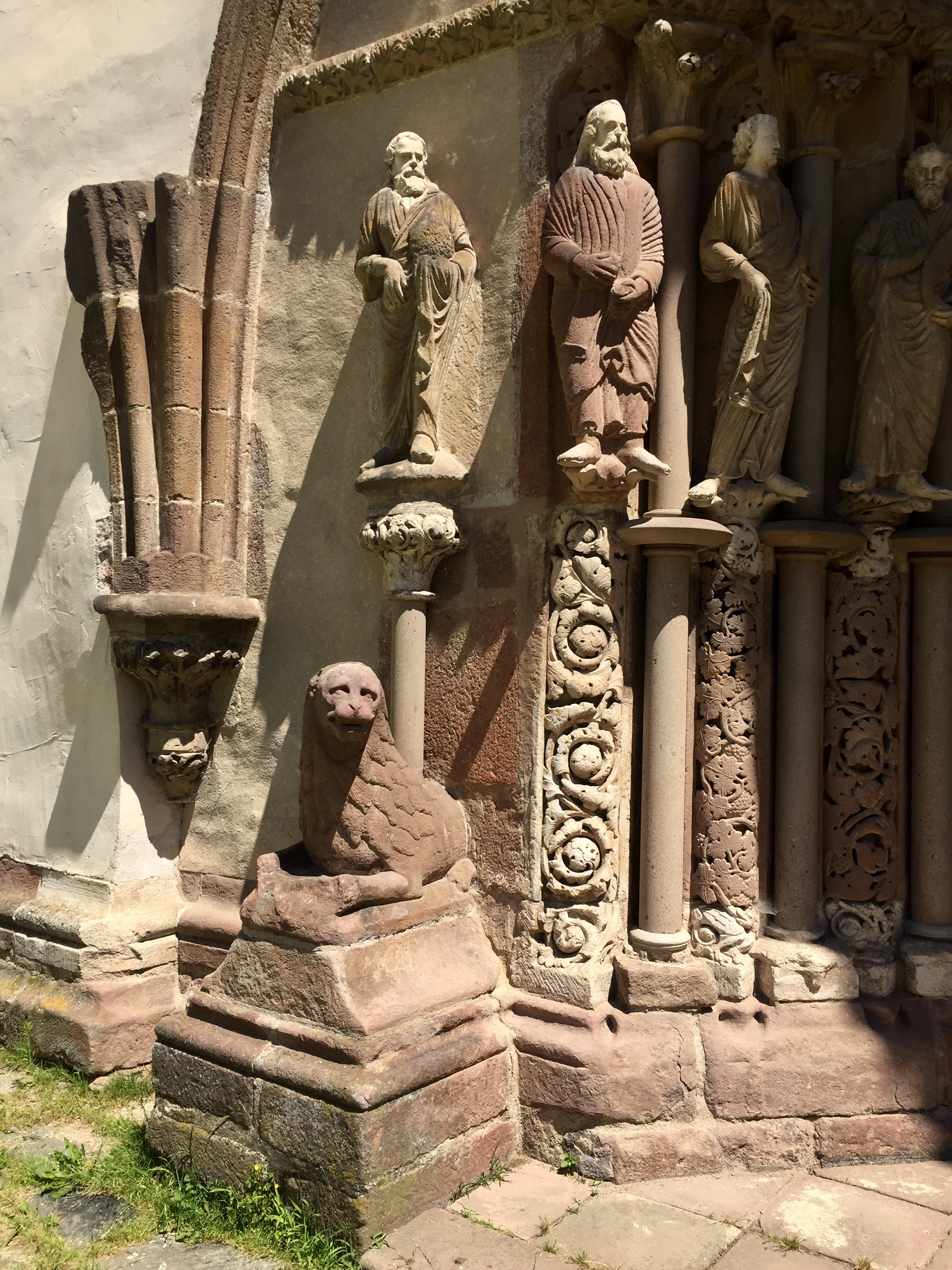
Detail hlavního portálu